# Integralungleichung von Hadamard
Die Integralungleichung von Hadamard (englisch Hadamard's integral inequality) oder auch Ungleichung von Hadamard (englisch Hadamard inequality) ist eine der klassischen Ungleichungen der Mathematik und als solche der Analysis zugehörig. Sie geht auf eine Publikation des französischen Mathematikers Jacques Salomon Hadamard aus dem Jahre 1893 zurück und gibt eine obere und untere Abschätzung für Integrale gewisser konvexer Funktionen. Die hadamardsche Integralungleichung gab Anlass zu zahlreichen Untersuchungen und Verallgemeinerungen.

## Formulierung
Die Ungleichung lässt sich angeben wie folgt:
Gegeben sei im Körper der reellen Zahlen ein kompaktes Intervall {\displaystyle J=[a,b]\;(a,b\in \mathbb {R} \;,a<b)} und hierauf eine stetige Funktion {\displaystyle f\colon J\to \mathbb {R} }, deren Einschränkung {\displaystyle f|_{J^{\circ }}} auf das Innere des Intervalls zudem Jensen-konvex sein soll.
Dann gilt:
{\displaystyle f\left({\frac {a+b}{2}}\right)\leq {\frac {1}{b-a}}\int _{a}^{b}f(x)\,dx\leq {\frac {f(a)+f(b)}{2}}}  .

## Anwendung
Indem man die Integralungleichung auf die reelle Funktion {\displaystyle x\mapsto f(x)={\frac {1}{1+x}}\;(x\geq 0)} anwendet, lässt sich, wie schon Hermite in seiner Arbeit von 1883 zeigte, die folgende Ungleichung ableiten:
{\displaystyle x-{\frac {x^{2}}{2+x}}<\ln(1+x)<x-{\frac {x^{2}}{2+2x}}}  .
Daraus ergibt sich für alle natürlichen Zahlen {\displaystyle n>0}
{\displaystyle {\frac {1}{n+{\tfrac {1}{2}}}}<\ln(n+1)-\ln n<{\frac {1}{2}}\left({\frac {1}{n}}+{\frac {1}{n+1}}\right)}  .
Die letztere Ungleichung führt hin zu einer Herleitung der stirlingschen Formel.